# Erica collina
Erica collina är en ljungväxtart som beskrevs av Guthrie och Bolus. Erica collina ingår i släktet klockljungssläktet, och familjen ljungväxter. Inga underarter finns listade i Catalogue of Life.